# 広徳寺 (美馬市)
広徳寺（こうとくじ）は、徳島県美馬市脇町大字北庄にある日蓮正宗の寺院である。山号は上野山。本尊は本門戒壇之大御本尊。

## 歴史
1888年（明治21年）9月21日に第21号教会所として開設。1970年（昭和45年）11月10日、上野山広徳寺と号し、日蓮正宗の総本山である大石寺第66世法主・日達によって開基された。
1982年（昭和57年）4月5日に初代住職が第67世法主日顕の法主としての地位を否定したため、日蓮正宗の宗制宗規に違背したことにより破門されたが広徳寺を占有し居住していた。宗門はこれより2日前に法成院(後に修徳院に改名)を建立。
2014年（平成26年）7月24日、初代住職が死亡したため日蓮正宗に返還。これにより修徳院の全信徒が広徳寺に移籍し修徳院は閉院される。同月31日に復帰奉告法要並びに2代目住職の入院式が行われ、宗教活動が正常化された。

## 交通
- JR徳島線「穴吹駅」より車で約10分。
- 徳島自動車道「脇町インターチェンジ」より車で約5分。